# Las brujas de la noche en el cielo
Las brujas de la noche en el cielo es un largometraje soviético sobre la Segunda Guerra Mundial, filmado en 1981 por la directora Evgenia Zhigulenko.
La película fue basada en las pericias del 588.º Regimiento de Bombardeo Nocturno soviético, más conocido como las Brujas de la Noche. La directora de la película, Yevgenia Zhigulenko, luchó como parte de este regimiento aéreo, fue comandante de vuelo y, por su valentía demostrada en las batallas, se convirtió en una heroína de la Unión Soviética.

## Trama
La película narra la hazaña de las pilotos soviéticos, que durante la Segunda Guerra Mundial, principalmente de noche, bombardearon las posiciones de las tropas nazis y las comunicaciones enemigas. Ante la repentina aparición de los aviones soviéticos en la noche, los alemanes se aterrorizaron y empezaron a llamarlos "brujas de la noche". Las pilotos volaron principalmente en aviones de entrenamiento Polikarpov Po-2 convertidos para bombarderos ligeros. El apodo de "brujas de la noche", consideraban los pilotos, era una alta valoración de su trabajo militar.

## Elenco
- Valentina Grushina - Oksana Zakharchenko
- Yana Druz por Galina Polikarpova
- Dmitry Zamulin - Fyodor Pavlov
- Nina Menshikova - Marya Ivanovna, Comisaria
- Valeria Zaklunnaya - Mayor de guardia Evdokia (Dusya) Boguslavskaya, comandante de escuadrón
- Tatiana Chernopyatova - Julia Nesterova
- Elena Astafieva - Katya Maksimova
- Alexandra Sviridova - Tonya Zhukova, mecánica
- Sergey Martynov - Kostya Lazarev, prometido de Galina
- Tatiana Mikrikova - Julia Nesterova
- Dodo Chogovadze - Sofiko
- Stanislav Korenev - General
- Valentina Klyagina - Soldatova
- Irina Dietz - Asistente del aeródromo

### Música
- Elena Kamburova - interpretación de la canción "Cuando cantas canciones en la tierra"[3]